# Britany Anderson
Britany Anderson (* 3. Januar 2001) ist eine jamaikanische Leichtathletin, die sich auf den Hürdenlauf spezialisiert hat.

## Sportliche Laufbahn
Von der Sprinterin Shericka Jackson inspiriert, begann Britany Anderson während ihrer Zeit auf der Vere Technical High School in Hayes mit der Leichtathletin. 2014 trat sie in ihren ersten Wettkämpfen auf nationaler Ebene, damals noch im Kurzsprintbereich und im Weit- und im Hochsprung, an. 2016 gewann sie die Silbermedaille im 200-Meter-Lauf bei den CARIFTA Games in Grenada. 2017 legte sie ihren Fokus auf den 100-Meter-Hürdelauf. Im Juni wurde sie mit Bestzeit von 12,94 s Jamaikanische U20-Meisterin. Einen Monat später trat sie in Nairobi bei den U18-Weltmeisterschaften an, zog in das Finale ein und konnte sich darin gegen die Konkurrenz durchsetzen. 2018 wechselte sie in die Altersklasse U20 und damit auch auf die endgültige Hürdenhöhe von 84 cm im Frauenbereich. Ende Juni wurde sie Jamaikanische U20-Vizemeisterin und trat anschließend bei den U20-Weltmeisterschaften im finnischen Tampere an. Sie erreichte das Finale und gewann darin mit neuer Bestzeit von 13,01 s die Silbermedaille. 2019 lief Anderson im Juli bei einem Leichtathletik-Meeting im finnischen Joensuu zunächst im Vorlauf in 12,79 s einen neuen U20-Weltrekord im 100-Meter-Hürdenlauf. Wenige Stunden später steigerte sie ihren eigenen Weltrekord im Finale erneut bis auf 12,71 s. Der ehemalige Rekord hatte zuvor seit 1987 bei 12,84 s gelegen, nachdem die Kubanerin Aliuska López diesen am 16. Juli in Zagreb aufgestellt hatte. Für ihre Leistungen während der Saison wurde sie als eine von fünf Athletinnen für den Female Rising Star Award des Weltverbandes World Athletics nominiert.
Seit 2020 studiert Anderson in den USA und trainiert dort beim Tumbleweed Track Club in Jacksonville, im US-Bundesstaat Florida. 2021 lief sie im Vorlauf der Jamaikanischen Meisterschaften in 12,65 s eine neue Bestzeit und gewann schließlich im Finale die Bronzemedaille. Damit qualifizierte sie sich für die Olympischen Sommerspiele in Tokio, bei denen sie Ende Juli im Vorlauf an den Start ging. Nachdem sie ihren Vorlauf gewann, steigerte sie ihre Bestzeit im Halbfinale auf 12,40 s und gewann damit auch diesen Lauf. Es handelte sich um die zweitschnellste Zeit des Jahres und zugleich die zweitschnellste Zeit, die eine Jamaikanerin bis dahin gelaufen war. Im Finale konnte sie nicht an diese Leistung anknüpfen und kam nach Problemen mit der ersten Hürde und weiteren Hürdenberührungen schließlich abgeschlagen als Letzte der acht Starterinnen ins Ziel. Im Frühjahr 2022 trat er bei den Hallenweltmeisterschaften in Belgrad an. Es gelang ihr das Finale der 60 Meter Hürden zu erreichen. In 7,96 s verpasste sie als Vierte knapp die Medaillenränge. Im Sommer nahm sie in den USA an ihren ersten Weltmeisterschaften teil und konnte hinter der Nigerianerin Tobi Amusan die Silbermedaille gewinnen.

## Wichtige Wettbewerbe
| Jahr                | Veranstaltung             | Ort                 | Platz               | Disziplin              | Zeit                |
| Startet für Jamaika | Startet für Jamaika       | Startet für Jamaika | Startet für Jamaika | Startet für Jamaika    | Startet für Jamaika |
| ------------------- | ------------------------- | ------------------- | ------------------- | ---------------------- | ------------------- |
| 2017                | U18-Weltmeisterschaften   | Nairobi             | 1.                  | 100 m Hürden (76,2 cm) | 12,72 s             |
| 2018                | U20-Weltmeisterschaften   | Tampere             | 2.                  | 100 m Hürden           | 13,01 s             |
| 2021                | Olympische Sommerspiele   | Tokio               | 8.                  | 100 m Hürden           | 13,24 s             |
| 2022                | Hallenweltmeisterschaften | Belgrad             | 4.                  | 60 m Hürden            | 7,96 s              |
| 2022                | Weltmeisterschaften       | Eugene              | 2.                  | 100 m Hürden           | 12,23 s             |

## Persönliche Bestleistungen
Freiluft
- 100 m: 11,50 s, 24. Juli 2020, Clermont
- 100-m-Hürdenlauf: 12,31 s, 24. Juli 2022, Eugene, (jamaikanischer Rekord)

Halle
- 60 m: 7,43 s, 24. Januar 2021, Fayetteville
- 60-m-Hürdenlauf: 7,82 s, 12. Februar 2022, Louisville